# Anatolij (Hladkyj)
Anatolij (světským jménem: Olexij Olexijovyč Hladkyj; * 28. července 1957, Ladyhy) je ukrajinský duchovní Ukrajinské pravoslavné církve Moskevského patriarchátu a metropolita sarenský a poliský.

## Život
Narodil se 28. července 1957 ve vesnici Ladyhy Chmelnycké oblasti.
Po střední škole nastoupil roku 1975 do vojenské služby, kterou dokončil o dva roky později.
Roku 1979 nastoupil na Leningradský duchovní seminář a roku 1982 na Leningradskou duchovní akademii.
Dne 14. února 1982 byl rukopoložen na diákona a 21. února metropolitou Antonijem (Melnikovem) na jereje. Po vysvěcení byl určen pro službu v kyjevské eparchii. Stal se představeným chrámu svaté Marie Magdaleny ve městě Bila Cerkva a blagočinným Bilocerkevského a Skvyrského rajónu.
Od roku 1988 byl představeným chrámu svatého Michaela v Obuchivu a blagočinným Obuchivského, Myronivského, Kaharlyckého a Bohuslavského rajónu.
Roku 1992 byl v Kyjevskopečerské lávře postřižen na monacha se jménem Anatolij a povýšen na igumena. Následující rok se stal sekretářem metropolity kyjevského a celé Ukrajiny.
Dne 28. října 1993 byl rukopoložen na biskupa rovenského a ostrožského.
Od 27. července 1995 sloužil jako biskup hluchivský a konotopský.
Dne 19. května 1998 mu byl změněn titul na konotopsky a hluchivský.
Dne 30. března 1999 byl ustanoven biskupem sarenským a poliským.
Dne 28. července 2004 byl povýšen na arcibiskupa a 23. listopadu 2013 na metropolitu.